# Eurythmics
Eurythmics foi um duo musical britânico formado em 1980 por Annie Lennox e Dave Stewart que ficou ativo durante toda a década de 1980. A história dos dois começou ainda nos anos 70 em bandas convencionais de rock, antes de se firmarem como um dos mais originais nomes dos anos 80 e 90.  
Após comemorar os 25 anos de carreira, a dupla teve todos os seus discos editados de forma remasterizada e com faixas bônus.

## História
O casal trabalhou junto pela primeira vez no grupo The Tourists em 1978, quando também começaram a namorar. Dois anos depois, eles saíram do grupo e terminaram o romance, mas não a parceria profissional. Nasceu os Eurythmics, com visual andrógino e um pop com soul music e rock.
Em 1983, esse "estranho" duo entrou para a história através do Michael Jackson, The Police e David Bowie nos topos com a gélida e cativante música Sweet Dreams (Are Made of This). Ao mundo era apresentado os Eurythmics, formado pela cantora Annie Lennox e o faz-tudo Dave Stewart. O duo esteve parado entre 1991 e 1999 e voltaram a juntar-se em 2005 para o lançamento do disco Ultimate Collection com duas músicas originais.
A banda é considerada um dos grandes nomes da música pop moderna, ganhando prêmios consagrados como o Grammy , MTV Video Music Awards  e vendido mais de  75 milhões de discos.  
A dupla teve em atividade até 1990, Annie seguiu numa bem sucedida carreira solo e Dave com alguns trabalhos como produtor. Em 1999 eles se juntaram para o lançamento do album Peace e uma turnê em prol da amnistia internacional. Encerraram, por fim, a carreira em 2005 quando finalizaram com o Ultimate Collection. Em janeiro de 2014, o duo se reuniu exclusivamente para celebrar o aniversário dos The Beatles no programa do Ed Sullivan Show. Recentemente em 9 de Dezembro de 2019, Annie e Dave se reuniram mais uma vez para um show beneficente chamado Sting & Friends We Be Together, produzido pelo cantor Sting. Em 2022 houve mais uma breve reunião do duo, dessa vez para celebrar a entrada dos Eurythmics para o Hall da Fama do Rock.

## Discografia

### Álbuns de estúdio
- 1981 - In the Garden
- 1983 - Sweet Dreams (Are Made of This)
- 1983 - Touch
- 1984 - 1984 (For the Love of Big Brother)
- 1985 - Be Yourself Tonight
- 1986 - Revenge
- 1987 - Savage
- 1989 - We Too Are One
- 1999 - Peace

### Compilações e outros álbuns
- 1984 - Touch Dance
- 1993 - Live 1983–1989
- 1991 - Greatest Hits
- 2005 - Ultimate Collection
- 2005 - Boxed

## Videografia
- 1983: Sweet Dreams (The Video Album)
- 1987: Live
- 1988: Savage
- 1990: We Two Are One Too
- 1991: Greatest Hits
- 2000: Peacetour
- 2005: Ultimate Collection

## Tournée
- 1983: Sweet Dreams Tour
- 1983-1984: Touch Tour
- 1986-1987: Revenge Tour
- 1989: Revival Tour
- 1999: Peace Tour

### Em inglês
- Página oficial dos Eurythmics
- The Ultimate Eurythmics Discography
- Eurythmics discography at dnafiles.net
- Eurythmics text-only discography